# Ем Би Си (телевизионен канал)
Ем Би Си (на английски: MBC) е южнокорейски телевизионен канал, собственост на Munhwa Broadcasting Corporation. Стартира на 8 август 1969 г.

## Сериали
- W
- Аз не съм робот
- Императрица Ки
- Личен вкус
- Луната, обгръщаща слънцето
- Паста
- Струните на сърцето
- Съкровище в двореца
- Тя беше хубава
- Убий ме, излекувай ме
- Феята за вдигане на тежести, Ким Бок-джу